# Estádio Parque Capurro
O Estádio Parque Capurro foi inaugurado em 1956 com capacidade para 7000 adeptos. É o estádio do Centro Atlético Fénix.